# Sun Blade
Sun Blade — бренд корпорации Sun Microsystems. Был использован дважды: первый раз для линейки рабочих станций с 2000 по 2006 год и второй раз для линейки блейд-серверов, выпущенных после 2006 года.

## Рабочие станции
Линейка рабочих станций производилась на базе процессоров UltraSPARC. Они заменили ранее выпущенные рабочие станции Sun Ultra.
В 2004 году в качестве замены Sun Blade была создана новая линейка рабочих станций Sun Java Workstation. Позже Sun снова использовала бренд «Ultra» для рабочих станций Ultra 20 и Ultra 40. Несмотря на название, эти модели используют процессоры AMD Opteron, а не UltraSPARC. В 2006 году были выпущены рабочие станции Ultra 25 и Ultra 45 на UltraSPARC, которые окончательно заменили соответственно Sun Blade 1500 и Sun Blade 2500.

### Модели рабочих станций Sun Blade
| Модель         | Код | Кодовое название | Процессоры                        | Частота процессора, МГц |
| -------------- | --- | ---------------- | --------------------------------- | ----------------------- |
| Sun Blade 1000 | A28 | Excalibur        | До двух UltraSPARC III или III Cu | 600, 750, 900           |
| Sun Blade 2000 | A29 |                  | До двух UltraSPARC III Cu         | 900, 1015, 1050, 1200   |
| Sun Blade 100  | A36 | Grover           | UltraSPARC IIe                    | 500                     |
| Sun Blade 2500 | A39 | Enchilada        | До двух UltraSPARC IIIi           | 1280, 1600              |
| Sun Blade 150  | A41 | Grover Plus      | UltraSPARC IIi                    | 550, 650                |
| Sun Blade 1500 | A43 | Taco             | UltraSPARC IIIi                   | 1062, 1503              |

## Блейд-серверы
В июне 2006 года Sun представила модульный блейд-сервер Sun Blade 8000 на процессорах AMD Opteron. Шасси Sun Blade 8000 может поддерживать до 10 модулей Sun Blade X8420 или X8440.
В следующем году была выпущена система Sun Blade 6000. Она позволила смешивать модули, основанные на архитектурах UltraSPARC и x64 (x86-64). Модули Sun Blade T6300 и T6320 поддерживают операционную систему Solaris и используют соответственно процессоры UltraSPARC T1 и UltraSPARC T2. Модули Sun Blade X6220 и X6250 используют процессоры AMD Opteron и Intel Xeon соответственно.
Блейд-серверы X-серии поддерживают операционные системы Solaris, Linux, Windows Server 2003 и VMware.